# Mascha Halberstad
 (octobre 2018).
Si vous disposez d'ouvrages ou d'articles de référence ou si vous connaissez des sites web de qualité traitant du thème abordé ici, merci de compléter l'article en donnant les références utiles à sa vérifiabilité et en les liant à la section « Notes et références ».
Pour les articles homonymes, voir Halberstadt (homonymie).
Mascha Halberstad, née en 1973 aux Pays-Bas, est une réalisatrice et illustratrice néerlandaise.

## Filmographie
- 2013 : Picnic With Cake - The Frog And The Lizard : co-réalisé avec Tom van Gestel et Mercedes Marro
- 2013 : Munya in Me[2]
- 2014 : Trailer[3]
- 2015 : Zwanger[4]
- 2015 : Pregnant[5]
- 2015 : The Prodigy: Wild Frontier[6]
- 2022 : Chonchon, le plus mignon des cochons[7]
- 2025 : Renard et Lapine sauvent la forêt[8]

## Livre
- 2009 : Adriaan: een kist voor Stippie : co-écrit avec Janneke van der Pal.